# Salix paraheterochroma
Salix paraheterochroma — вид квіткових рослин із родини вербових (Salicaceae).

## Морфологічна характеристика
Це кущ до 3 метрів заввишки; стовбур повзучий, тьмяно-коричневий. Однорічні гілочки коричневі, голі; молоді гілочки спочатку шерстисті, запушені, потім голі. Листкова ніжка 5–8 мм; листкова пластинка еліптична чи вузько-еліптична, 5–9 × 1.5–3.4 см, гола чи волохата біля основи середньої жилки, обидва кінці затуплені, абаксіально (низ) зеленувата, адаксіально матово-зелена, край цільний або нечітко залозисто-зубчастий, верхівка загострена. Незріла плодоносна сережка ≈ 8 × 1 см. Коробочка багряно-червона, яйцеподібна, ≈ 5 мм, верхівка звужена.

## Середовище проживання
Ендемік Тибету. Населяє ліси на схилах гір; на висотах 3300–3400 метрів.